# Haviland (Nueva York)
Haviland es un lugar designado por el censo (en inglés, census-designated place, CDP) situado en el condado de Dutchess, estado de Nueva York, Estados Unidos. Según el censo de 2020, tiene una población de 4174 habitantes.
Forma parte del municipio de Hyde Park.

## Geografía
La localidad está ubicada en las coordenadas 41°45′53″N 73°53′53″O / 41.76472, -73.89806 (41.764624, -73.897933). Según la Oficina del Censo, tiene una superficie total de 12.86 km², de los cuales 12.76 km² corresponden a tierra firme y 0.10 km² están cubiertos de agua.

## Demografía
Según el censo de 2000, en ese momento los ingresos medios de los hogares de la localidad eran de $47,772 y los ingresos medios de las familias eran de $54,861. Los hombres tenían ingresos medios por $48,021 frente a los $28,793 que percibían las mujeres. Los ingresos per cápita eran de $21,174. Alrededor del 7.4% de la población estaba por debajo de la línea de pobreza.
De acuerdo con la estimación 2017-2021 de la Oficina del Censo, los ingresos medios de los hogares de la localidad son de $78,466 y los ingresos medios de las familias son de $94,773. Alrededor del 8.9% de la población está por debajo de la línea de pobreza.